# Cryncus olsufievi
Cryncus olsufievi är en insektsart som beskrevs av Andrej Vasiljevitj Gorochov 1983. Cryncus olsufievi ingår i släktet Cryncus och familjen syrsor. Inga underarter finns listade i Catalogue of Life.